# 朝鲜民主主义人民共和国第一夫人
朝鮮民主主義人民共和國第一夫人（朝鲜语：／）或朝鮮第一夫人是朝鲜民主主义人民共和国领导人的配偶在參加國家活動時的稱號。朝鮮方面未曾公開此稱號的正式名稱，僅在媒體中稱為尊敬的女士（朝鲜语：／）。金日成主席執政期間，第二任妻子金正淑由於已在1949年亡故，遂未曾出任第一夫人，而第三任妻子金圣爱則曾擔任第一夫人。在金正日總書記領導時，其夫人成蕙琳、金英淑、高容姬、金玉均未曾出席任何國家活動，因此「第一夫人」被視為空缺。在舉辦2018年4月南北韓高峰會之前，朝鮮重新啟用了第一夫人這個職銜。
現任朝鮮第一夫人是李雪主，最高領導人金正恩的妻子。2018年4月15日起，李雪主開始在媒體上被稱為“尊敬的李雪主女士”。「尊敬的女士」稱號在1974年被用來指金圣爱後就不再使用，時隔44年才再度被使用，而李雪主之前一直被國家媒體稱為“同志”。李雪主被認定為第一夫人的時間被認為是在2018年4月南北韓高峰會之前。因為除了李雪主，大韓民國第一夫人金正淑也要出席南北韓高峰會。有專家認為金正日時期沒有領導人夫人參加南北首腦會談而導致與會的南方第一夫人處境尷尬，因此朝鮮方面才決定在這次會談之前給予李雪主「第一夫人」稱號。

## 朝鮮第一夫人列表
| 任次 | 肖像                           | 第一夫人                                                    | 任期                            | 任期開始時年齡 | 领导人 |
| ---- | ------------------------------ | ----------------------------------------------------------- | ------------------------------- | -------------- | ------ |
| 1    |                                | 金圣爱 1924年至2014年（89歲）                               | 1963年12月17日 － 1974年8月15日 | 38岁353天      | 金日成 |
| 2    | －                             | （空缺，成蕙琳、金英淑、高容姬和金玉4位夫人未出席公開活動） | 1974年8月15日 － 2018年4月15日  | 不適用         | 金日成 |
| 2    | －                             | （空缺，成蕙琳、金英淑、高容姬和金玉4位夫人未出席公開活動） | 1974年8月15日 － 2018年4月15日  | 不適用         | 金正日 |
| 3    | Portrait painting of Ri Sol-ju | 李雪主 1989年9月28日                                        | 2018年4月15日 － 目前           | 28岁158天      | 金正恩 |

## 擴展閱讀
- Tertitskiy, Fyodor. . NK News. 2018-03-02. （原始内容存档于2021-01-18）.
- . Time. 2003-06-23. （原始内容存档于2010-07-10）.